# زبان‌های یهودی-آرامی
زبان‌های یهودی-آرامی یا یهودی-کردی زبان‌های رو به مرگ آرامی و نو-آرامی هستند که یهودیان در مناطق کردنشین عراق، ایران و ترکیه بدان‌ها گفتگو می‌کنند.

## زبان‌های امروزی
زبان‌های امروزی یهودی-آرامی تا پیش از مهاجرت یهودیان منطقه به اسرائیل عبارتند از:
- لیشانا دنی – در اصل در کردستان عراق، شمال عراق و جنوب شرق ترکیه
- لشان ددان – در اصل در آذربایجان و منطقه دریاچه وان در ترکیه
- زبان لیشانی نوشان – در اصل در شمال شرق عراق در منطقه اربیل
- هولئولا  – در اصل در بخش‌های کردنشین ایران
- آرامی نو یهودی بارزانی – یا لیشانید دجانان – در اصل در سه روستا در نزدیکی عقره in عراق
- آرامی نو یهودی بیتنوره – یا لشان هُدیه در اصل در روستای بیتنوره در عراق